# Violence à Park Row

Violence à Park Row (Park Row) est un film réalisé par Samuel Fuller et sorti en 1952.

## Synopsis
En guise d’ouverture, un plan composé d’un patchwork de quotidiens, allusion métonymique aux quelque 1772 journaux américains qui avaient cours à l’époque du tournage, auquel succède une dédicace sans équivoque : « L’un d’entre eux est le journal que vous lisez. Ils sont tous les stars de cette histoire. Ce film est dédié au journalisme américain. » .
1886, Phineas Mitchell, rédacteur pour le journal « The Star », tenu d’une main de fer par la cynique mais charismatique Charity Hackett, marche d’un pas énergique dans Park Row, le quartier de la presse. Il se rend dans le bar tenue par Jenny O'Rourke. Au comptoir, il discute avec des amis exerçant eux aussi divers métiers de la presse. 
Steve Brodie, un comédien en quête de célébrité leur demande ce qu'il pourrait faire. Mitchell par boutade lui suggère de sauter du haut du pont de Brooklyn. Puis, le journaliste critique la manière dont son journal a traité un fait divers dont le protagoniste vient d'être exécuté. Il s'absente pour mettre sur la tombe du condamné un mort un écriteau dénonçant le traitement fait par le « Star ». 
Peu après, Charity Hackett rentre dans le bar avec l'écriteau, en demandant qui en est l'auteur. Mitchell se dénonce, précisant qu'il réprouve les pratiques du quotidien, qu’il juge crapuleuses et indignes de la noble mission qui incombe au journalisme.  À la suite de cette violente altercation, Charity Hackett, la directrice, le renvoie ainsi qu'un collègue. Un imprimeur lui propose alors de s’associer à lui et de fonder son propre journal, "The Globe". Les autres clients décident de le suivre. Steve Brodie revient dans le bar après avoir fait son plongeon mais la police intervient pour l'arrêter. Dans la nuit, le petit groupe fonde «The Globe» et sort un premier numéro traitant de l'injustice faite à l'encontre de Brodie. Au matin, les premiers journaux sont vendus avec succès.  Charity Hackett voit d'un mauvais œil ce succès. Elle confie à son bras droit le cynique Wiley de tout mettre en œuvre pour faire obstacle à Phileas, quitte à employer des méthodes contestables. L'équipe de Mitchell repart immédiatement sur un 2ème numéro qui permet la libération de Brodie. "The Globe" lance ensuite une campagne de souscription pour l'édification du socle de la statue de la Liberté, don de la France à l'Amérique. Le journal compte dans son équipe Ottmar Mergenthaler et son invention, la linotype qui révolutionne la fabrication du journal en permettant d'imprimer plus vite. Charity tente de convaincre Ottmar de rejoindre son équipe mais l'inventeur n'apprécie pas son journal et préfère rester avec Mitchell. Charity décide de riposter en lançant une campagne contre la souscription du socle en précisant que la France cherche à obtenir un don des États-Unis. Mais "The Globe" désamorce cette information grâce à une parution plus rapide de son numéro. À l'insu de sa directrice, Wiley décide d'agir contre le journal de Mitchell qui leur retire sans cesse des lecteurs, et entreprend des actions peu recommandables. Des véhicules du « Globe » sont détruits, le papier est jeté à l'eau et le plus jeune des employer, Rusty est gravement blessé, ce qui rend Mitchell fou de rage. Charity désapprouve son second, Wiley qui est renvoyé.  Des souscripteurs pour le socle se plaignent au « Globe » car ils ont donné de l'argent mais leur nom n'est pas publié dans le journal. Ils ont été victimes d'escrocs aux ordres de Wiley. Grâce à Jenny, les 2 escrocs sont pris par l'équipe du journal. Mais les actions de sabotage sont plus violentes encore. Les ennemis du « Globe » réussissent ainsi à détruire la machine de Mergenthaler avec des explosifs. Mitchell pense que tout est fini mais ses amis tiennent bon. Au matin, un nouveau numéro dans un meilleur papier est prêt. Mitchell n'en revient et demande à ses collègues comment ils ont pu le faire. Ottmar avait une copie de sa machine et Charity a mis à disposition sa presse. Celle-ci dit à Mitchell renoncer au « Star » au profit du « Globe » qui respecte le journalisme. La statue de la Liberté obtiendra son socle.

## Fiche technique
- Titre : Violence à Park Row
- Titre original : Park Row
- Réalisation : Samuel Fuller
- Scénario : Samuel Fuller
- Chef-opérateur : John L. Russell
- Musique : Paul Dunlap
- Montage : Philip Cohn
- Décors : Theobold Halsopple
- Durée : 83 minutes
- Date de sortie : 
  - États-Unis : 12 août 1952

## Distribution
- Gene Evans : Phineas Mitchell
- Mary Welch : Charity Hackett
- Bela Kovacs : Ottmar Mergenthaler
- Herbert Heyes : Josiah Davenport
- Tina Pine : Jenny O'Rourke
- George O'Hanlon : Steve Brodie
- J. M. Kerrigan : Dan O'Rourke
- Forrest Taylor : Charles A. Leach
- Don Orlando : M. Angelo
- Stuart Randall : M. Spiro
- Jean Del Val : M. Dessard
- Merrill McCormick : un passant